# Rhynchomyzon falco
Rhynchomyzon falco är en kräftdjursart som beskrevs av Giesbrecht 1895. Rhynchomyzon falco ingår i släktet Rhynchomyzon, och familjen Asterocheridae. Arten har ej påträffats i Sverige.